# 墨盒 (打印機)

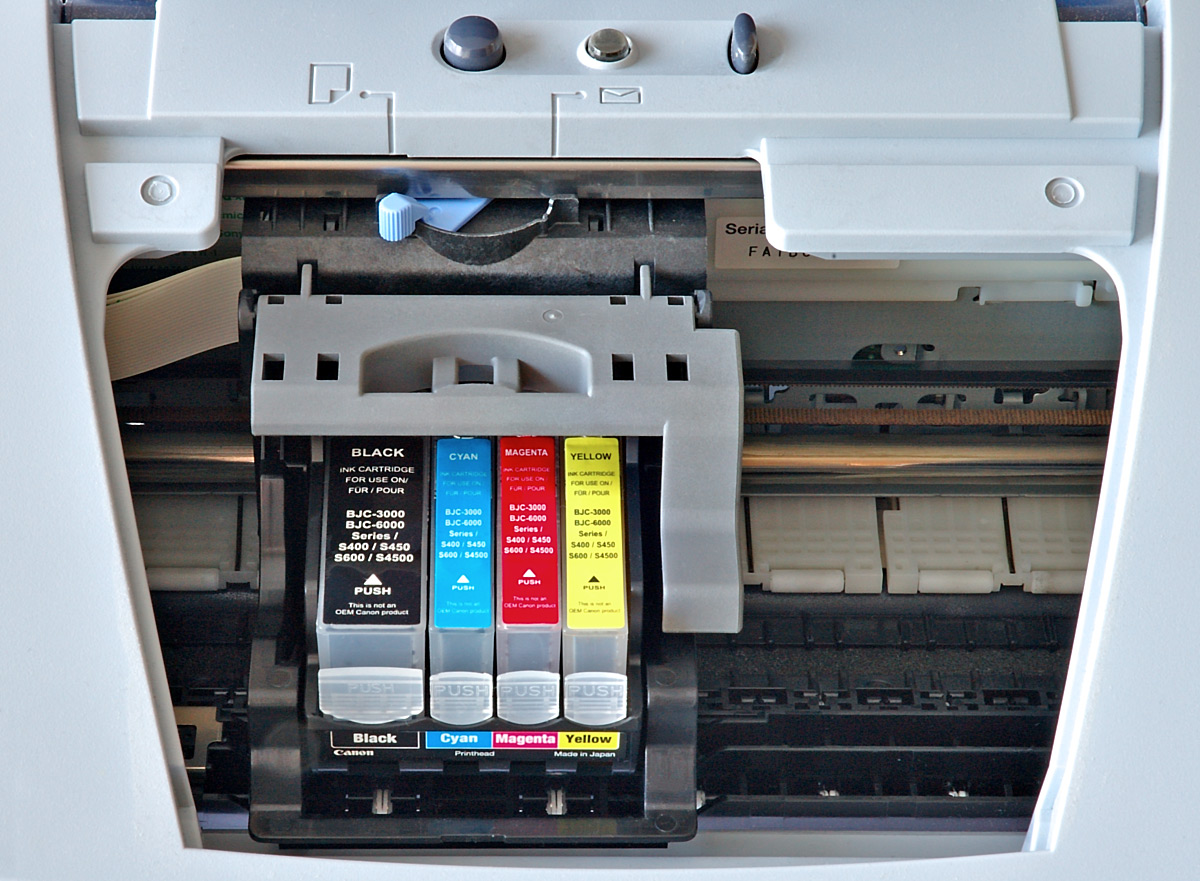
普通打印機會配備CMYK墨盒

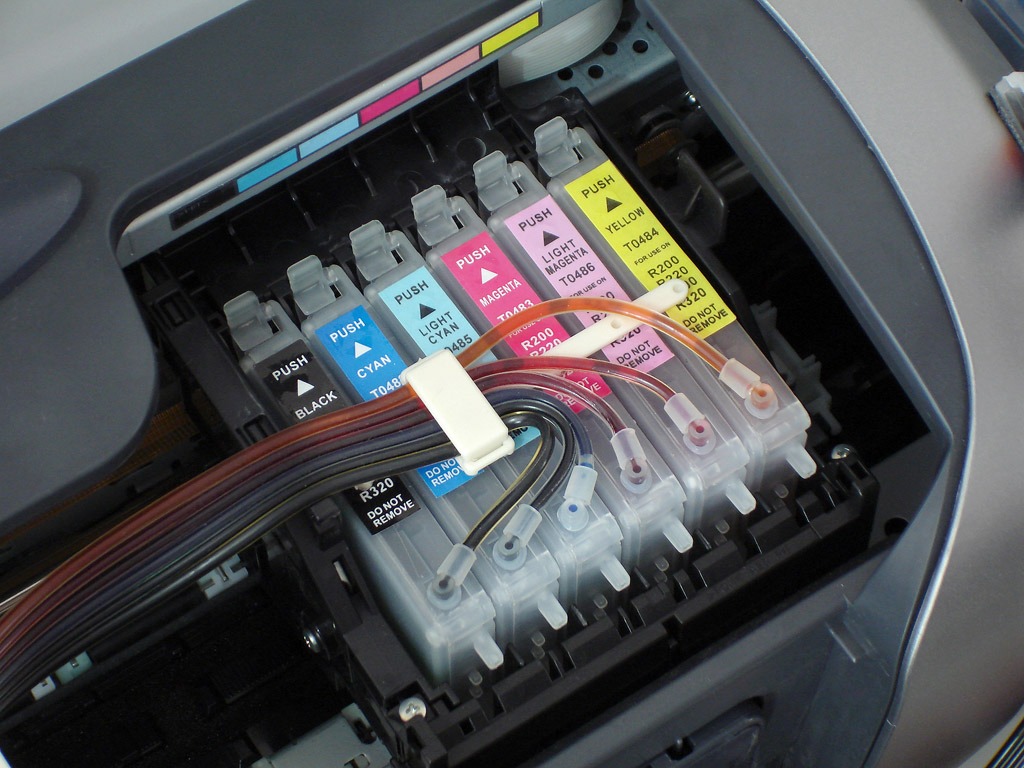
高級相片打印機會配備多個彩色墨盒

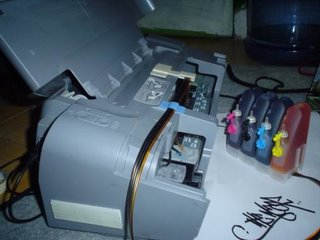
可填充的墨盒

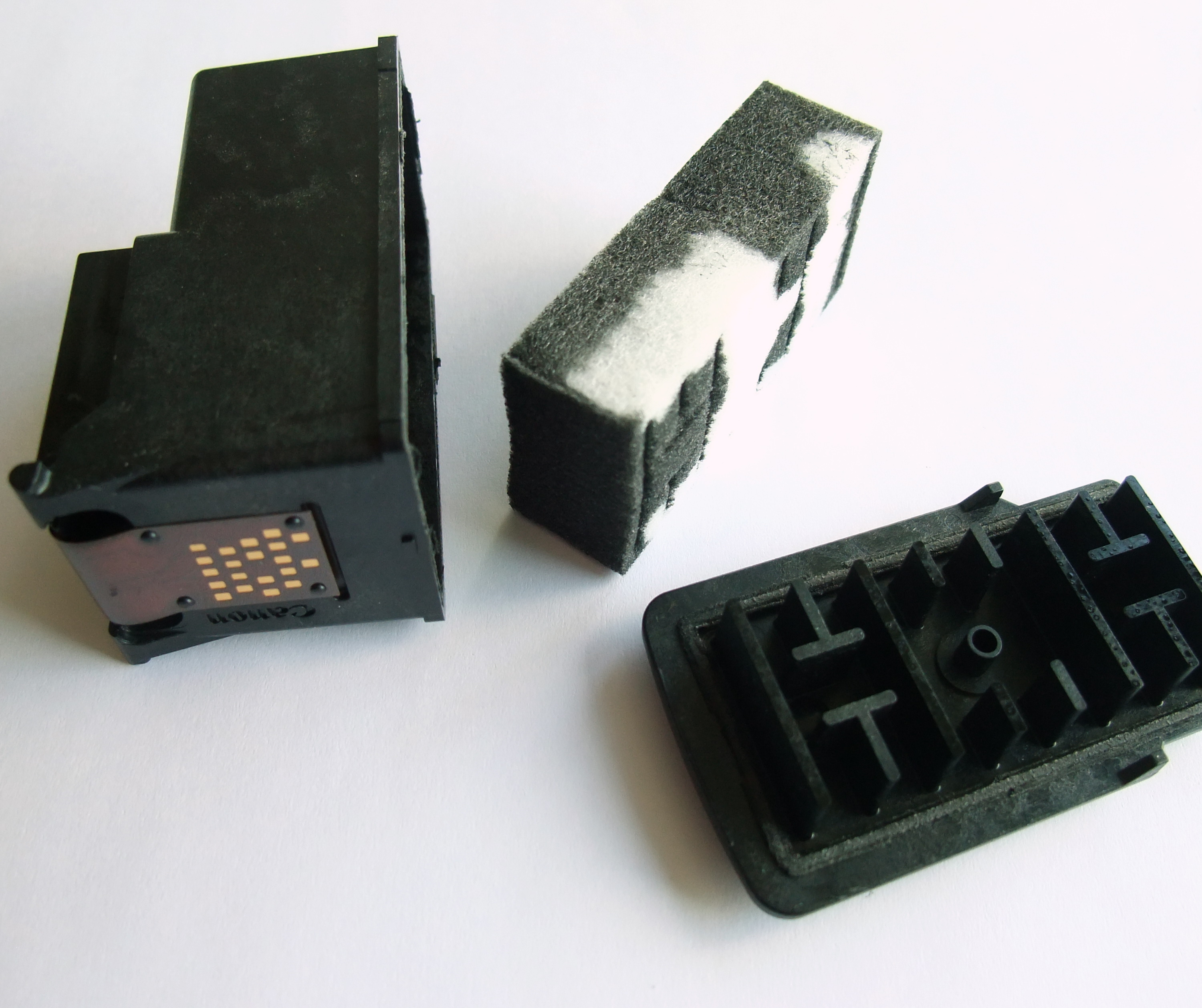
佳能PG-810墨盒的晶片及海綿

墨水匣（英語：Ink Cartridge），又稱墨盒，是噴墨打印機的可替換的組件。它包含墨水（部分也包含列印噴頭），它在打印時會消耗墨水。墨水耗盡時需更換。
每個墨盒包含一種或多種的墨水顔色，一些製造商還在墨盒添加晶片與打印機進行通信及檢測墨水剩餘的墨水量。

## 設計

### 熱泡式
大多數噴墨打印機，如佳能、惠普和利盟（愛普生除外）使用熱泡式噴墨。熱泡式技術是讓墨水透過細噴嘴，在加熱電阻的作用下，將噴頭管道中的一部分墨汁氣化，形成一個氣泡，並將噴嘴處的墨水頂出噴到輸出介質表面，形成圖案或字元。用這種技術製作的噴頭工藝比較成熟成本也很低廉，但由於噴頭中的電極始終受電解和腐蝕的影響，對使用壽命會有不少影響。所以採用這種技術的噴頭通常都與墨盒做在一起(獨立顏色的墨盒則是墨盒與噴頭分離)，更換墨盒時即同時更新噴頭。

### 壓電式噴墨
壓電式噴墨技術是將許多小的壓電陶瓷放置到噴墨印表機的列印頭噴嘴附近，適時地把電壓加到它的上面。壓電陶瓷隨之產生伸縮使噴嘴中的墨汁噴出，在輸出介質表面形成圖案。
它對墨滴的控制能力強，所以容易實作高精度的列印。用壓電式噴墨技術製作的噴墨列印頭成本比較高，所以為了降低使用者的使用成本，一般都將列印噴頭和墨盒作成分離的結構，更換墨水時不必更換噴頭。這種技術是由愛普生獨創。

## 價格

重置愛普生墨盒晶片的工具

因廠商的行銷策略，往往會壓低打印機的售價，但原廠墨盒通常較昂貴的，有時佔打印機使用成本的一大部分，甚至比打印機本身更昂貴。打印機販售時一般會附上墨盒，但部分廠商（例如惠普）的跟機墨盒內附的墨水存量低於市售的標準墨盒。因此部分人使用從打印機製造商以外的製造商生產的兼容墨盒，或者自行塡充。
某些打印機墨盒有晶片計算墨盒可能剩餘的墨水量，防止被重新填充墨盒，而事實上墨盒可能仍有足夠的墨水用作列印，但晶片計算出墨盒是空的。互聯網上已經出現部分墨盒手動清零（將原廠墨盒的計數器重新設定令墨水量顯示為滿）的方法。

## 環境
在美國和歐洲已實施許多方案以鼓勵回收墨盒。紐約市實施了針對企業和消費者對於碳粉和墨盒的回收法。在加利福尼亞州的公共法(PCC)第12156條鼓勵企業購買再生墨水和碳粉盒。